# Vertrauliche Spurensicherung
Die vertrauliche Spurensicherung ist in Deutschland eine Leistung der gesetzlichen Krankenversicherung nach § 27 Abs. 1 Satz 6 Fünftes Buch Sozialgesetzbuch (SGB V). Sie gehört zur Krankenbehandlung und umfasst die „vertrauliche Spurensicherung am Körper, einschließlich der erforderlichen Dokumentation sowie Laboruntersuchungen und eine ordnungsgemäße Aufbewahrung der sichergestellten Befunde bei Hinweisen auf drittverursachte Gesundheitsschäden, die Folge einer Misshandlung, eines sexuellen Missbrauchs, eines sexuellen Übergriffs, einer sexuellen Nötigung oder einer Vergewaltigung sein können.“
Gemäß § 132k SGB V schließen die Krankenkassen auf Antrag des jeweiligen Bundeslandes mit dem Land sowie mit einer hinreichenden Anzahl von geeigneten Einrichtungen oder Ärzten Verträge über Art und Umfang der Leistungen, die Voraussetzungen für die Ausführung und Abrechnung sowie die Vergütung einschließlich Form und Inhalt des Abrechnungsverfahrens. Das Abrechnungsverfahren ist so zu gestalten, dass die Anonymität des Versicherten gewährleistet ist (§ 132k Satz 4 SGB V).
Die Regelungen zur vertraulichen Spurensicherung wurden mit Wirkung zum 1. März 2020 auf Empfehlung des Gesundheitsausschusses neu in das Fünfte Buch Sozialgesetzbuch (SGB V) eingefügt, um in Fällen, in denen ein Opfer nicht sofort Strafanzeige erstatten will, eine Sicherung der Beweismittel zu ermöglichen, damit diese bei einer späteren Strafanzeige noch zur Verfügung stehen.

## Art und Umfang der Leistung
Bei dem Verdacht auf eine Sexualstraftat bestand bereits ein gesetzlicher Versorgungsanspruch der Versicherten, der das ärztliche Gespräch, die körperliche Untersuchung – einschließlich der Feststellung von Verletzungen und Spuren, um Spät- oder Langzeitfolgen zu begrenzen –, die ärztliche und psychotherapeutische Behandlung, die Abklärung von Maßnahmen zum gesundheitlichen Schutz (Impfungen bei offenen Wunden etc.), die Dokumentation sowie gegebenenfalls einen Arztbrief zur notwendigen Weiterbehandlung umfasste. § 27 Abs. 1 Satz 6 SGB V erfasst darüber hinaus „Leistungen zur Sicherung von beweistechnisch relevanten Spuren und eine den Anforderungen an eine Spurensicherung entsprechende Dokumentation beispielsweise der Verletzungen sowie Laborleistungen, wie beispielsweise Untersuchungen auf so genannte K.O.-Tropfen oder Alkohol,“ außerdem den „Transport und vor dem Hintergrund straf- und zivilrechtlicher Verjährungsfristen die gegebenenfalls notwendige langfristige Lagerung der entsprechenden Spuren beispielsweise in rechtsmedizinischen Instituten.“ Damit soll ein niedrigschwelliger Zugang zur Beweissicherung geschaffen werden.
Nicht umfasst sind die Kosten für das Material zur Spurensicherung (sog. Spurensicherungskits) und mögliche spätere Analysen der sichergestellten Spuren. Diese Leistungen fallen weiter in die Finanzierungszuständigkeit der Strafverfolgungsbehörden beziehungsweise werden durch diese zur Verfügung gestellt.

## Anonymität
- Bei einer vertraulichen Spurensicherung werden die persönlichen Daten zwar gespeichert, unterliegen aber auf Grund der ärztlichen Schweigepflicht einer absoluten Vertraulichkeit. Eine Weitergabe der Daten an die Polizei erfolgt nur auf ausdrücklichen Wunsch der betroffenen Person.
- Bei einer anonymen Spurensicherung werden die persönliche Daten durch ein Pseudonym ersetzt, das nur dann entschlüsselt wird, wenn die betroffene Person im Rahmen einer Strafanzeige das wünscht.[5]
- Der Begriff anzeigenunabhängige Spurensicherung umfasst die beiden vorgenannten Formen der Spurensicherung.

## Bedeutung
Mit der Ratifizierung ist die Istanbul-Konvention in Deutschland seit dem 1. Februar 2018 im Rang des Bundesrechts anzuwenden. Artikel 25 verpflichtet dazu, die erforderlichen gesetzgeberischen oder sonstigen Maßnahmen zu treffen, um Opfern von Vergewaltigung und sexuellen Übergriffen medizinische und gerichtsmedizinische Untersuchungen, Traumahilfe und Beratung anzubieten sowie die anzeigenunabhängige Spurensicherung flächendeckend zu gewährleisten. In Niedersachsen wurde dies bereits 2012 durch das Netzwerk ProBeweis realisiert, 2023 wurde dort auf Landesebene auch die Finanzierung durch die gesetzliche Krankenversicherung geregelt.
Viele Betroffene sind direkt nach einer Vergewaltigung nicht in der Lage, eine Strafanzeige bei der Polizei zu erstatten. Später kann dann oft keine gerichtsfeste Beweissicherung mehr durchgeführt werden, sodass der Angeklagte in einem Gerichtsverfahren nicht selten mangels Beweisen freigesprochen wird. Auf Grund dieser Problemlage werden nunmehr Einrichtungen geschaffen, die eine anzeigenunabhängige Spurensicherung durchführen können. Die Versorgung ist in dieser Hinsicht regional allerdings immer noch sehr unterschiedlich und zum Teil nicht ausreichend.

## Leistungserbringung
Bei Bedarf kann eine vertrauliche bzw. anonyme Spurensicherung bei Opferschutzambulanzen oder bei niedergelassenen Ärzten mit entsprechender fachlicher Ausbildung durchgeführt werden. Neben der Hinterlegung einer schriftlichen Schilderung der Gewalttat werden Beweismittel asserviert sowie Verletzungen fotografisch dokumentiert. Die Leistungen werden von den Krankenkassen übernommen, wobei das Abrechnungsverfahren so gestaltet ist, dass die Anonymität gewahrt bleibt. Das Material wird bis zu 20 Jahre vertraulich aufbewahrt und kann jederzeit für strafrechtliche oder zivilrechtliche Prozesse angefordert werden.

## Übersichten zu Hilfsangeboten
NRW – Ministerium für Kinder, Jugend, Familie, Gleichstellung, Flucht und Integration
Darin speziell:
Frauen und Mädchen, die von Gewalt betroffen sind, können sich in zahlreichen landesgeförderten Einrichtungen Rat und Hilfe holen.
Deutschlandweit – ODABS – Online-Datenbank für Betroffene von Straftaten – mit Suchmasken nach Art der erfahrenen Gewalt und räumlicher Suche über Postleitzahlen nach Hilfsangeboten
Wo Gewalt ist, eine vertrauliche Spurensicherung aber nicht angestrebt wird:
Dann unterstützt Gewaltfrei in die Zukunft e.V. Betroffene von häuslicher Gewalt dabei, sich aus ihrer Situation zu befreien – geschützt und so einfach wie möglich. Dafür hat der Verein eine App zur niedrigschwelligen Hilfe bei häuslicher Gewalt entwickelt. Die App ist ein Instrument für erwachsene Frauen und non-binäre Personen, die von häuslicher Gewalt betroffen sind. Mit Frauen sind dabei alle Menschen gemeint, die sich selbst als Frauen definieren. Die App bietet Betroffenen einen sicheren Raum, in dem sie sich informieren und die eigene Situation einordnen können. Sie finden konkrete Lösungsvorschläge, um auf dem Weg aus ihrer gewaltbelasteten Beziehung sicher und unterstützt zu handeln. Hierfür dienen die Funktion zur gerichtsverwertbaren Dokumentation von Übergriffen, Hinweise auf Unterstützungseinrichtungen sowie die Möglichkeit, bei akuter Bedrohung gezielt das Hilfesystem zu aktivieren.

## Künstlerische Rezeption
Das deutsche Familiendrama Alles Isy aus dem Jahr 2018 behandelt unter anderem die Problematik der vertraulichen Spurensicherung nach einer Vergewaltigung unter Jugendlichen.